# Great Western Railway

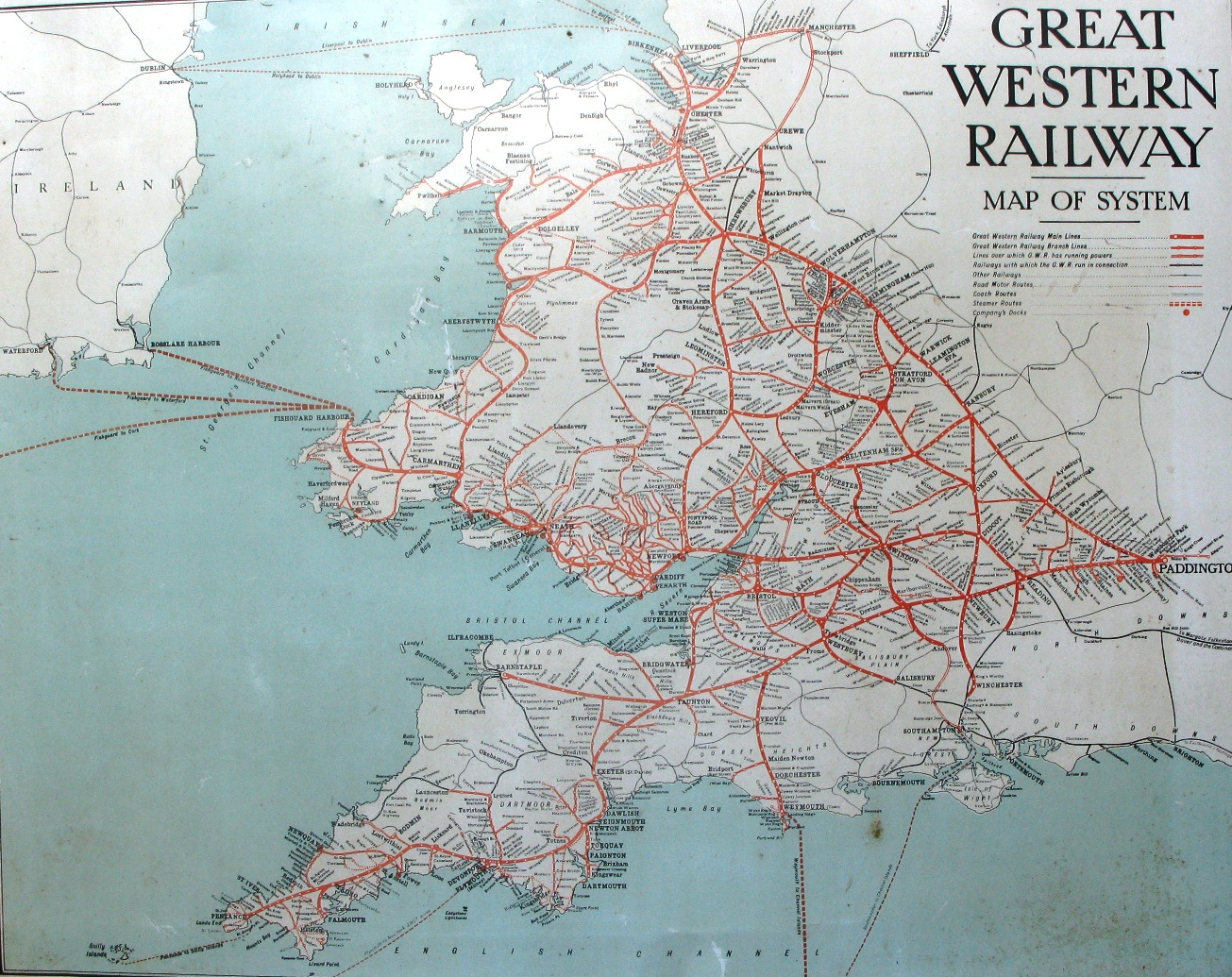
Mapa połączeń Great Western Railway w latach 30. XX wieku

Great Western Railway, GWR (z ang. "Wielka Zachodnia Kolej Żelazna") – brytyjska spółka kolejowa utworzona w 1833. Początkowo budowała i eksploatowała linie szerokotorowe o rozstawie 2 140 mm, później także normalnotorowe. Pracował dla niej inżynier Isambard Kingdom Brunel. Spółka została znacjonalizowana w 1947.